# Pavel Bujnák
Pavel Bujnák nebo Pavol Bujnák (23. duben 1882 Dolný Kubín – 13. listopad 1933 Praha) byl slovenský literární kritik a historik, estetik, jazykovědec, překladatel a univerzitní profesor. První profesor maďarské filologie v Československu, kterou vyučoval na Univerzitě Karlově v Praze (1925–1933, profesorem jmenován od 30. 6. 1929) a na Univerzitě Komenského v Bratislavě (1928–1933, profesorem jmenován 31. 3. 1931).